# Staatsatheismus

Staaten mit ehemaligen Staatsatheismus
Staaten mit aktuell praktiziertem Staatsatheismus

Staatsatheismus ist der Atheismus in politischen Systemen. Er kann sich auch auf groß angelegte Säkularisierungsversuche von Regierungen beziehen. Es handelt sich um eine Form des Verhältnisses zwischen Religion und Staat, die in der Regel ideologisch mit Konfessionslosigkeit und der Förderung von Konfessionslosigkeit bis zu einem gewissen Grad verbunden ist. Staatsatheismus kann sich auf die Förderung eines Antiklerikalismus durch eine Regierung beziehen, der sich gegen die Macht und den Einfluss religiöser Institutionen in allen Aspekten des öffentlichen und politischen Lebens wendet, einschließlich der Einbeziehung der Religion in das Alltagsleben der Bürger. In einigen Fällen wurden religiöse Symbole und öffentliche Praktiken, die einst von der Religion durchgeführt wurden, durch säkularisierte Versionen ersetzt. Staatsatheismus kann auch in einer politisch neutralen Form existieren, in diesem Fall wird er als nicht-säkular betrachtet.
Im Gegensatz dazu gibt ein säkularer Staat vor, in Sachen Religion offiziell neutral zu sein und weder Religion noch Atheismus zu unterstützen. In einer Untersuchung von 35 europäischen Staaten im Jahr 1980 wurden 5 Staaten als „säkular“ im Sinne von religiöser Neutralität, 9 als „atheistisch“ und 21 Staaten als „religiös“ eingestuft.

## Kommunismus
Die meisten marxistisch-leninistischen Staaten verfolgten ab 1917 eine ähnliche Politik. Die Russische Sozialistische Föderative Sowjetrepublik (1917–1991) und im weiteren Sinne die Sowjetunion (1922–1991) hatten eine lange Geschichte des Staatsatheismus, wobei diejenigen, die sozialen Erfolg anstrebten, sich im Allgemeinen zum Atheismus bekennen und sich von Gotteshäusern fernhalten mussten; dieser Trend wurde in der Mitte der stalinistischen Ära, die von 1929 bis 1939 dauerte, besonders militant. In Osteuropa gab es in Ländern wie Belarus, Bulgarien, Estland, Lettland, Russland und der Ukraine eine starke staatliche Atheismus-Politik. Auch in der DDR und der Tschechoslowakei gab es eine ähnliche Politik. Die Sowjetunion versuchte, öffentliche religiöse Äußerungen in weiten Teilen ihres Einflussbereichs zu unterdrücken, darunter auch in Gebieten wie Zentralasien. China, Nordkorea, Vietnam, und Kuba sind oder waren in der Vergangenheit offiziell atheistisch.